# 张启龙
张启龙（1900年—1987年6月3日），曾用名张复生、佐平，湖南浏阳人，中华人民共和国政治人物。

## 生平
生于清光绪二十六年（1900年）农历四月八日。1925年加入中国共产主义青年团，1926年，转入中国共产党。早年参加湘赣边秋收起义，后随毛泽东转战赣南，历任工农革命军第一军一师三团中共支部组织委员、中国工农红军第五军二纵队党代表、中共湘鄂赣特委委员、湘鄂赣边区军事委员会主任、中共湘东特委书记兼湘东革命委员会主席、中共湖南省委委员、湘鄂赣苏区办事处组织部部长。1932年1月任湘赣军区总指挥、湘鄂川黔省革命委员会总务处处长、革命委员会秘书长。1933年，被开除党籍，撤销湘赣苏维埃副主席职务，罚做劳役。1934年，随红六军团西征，1935年10月起任红二方面军红六军团供给部部长，次月随部长征。1936年到陕北后任红六军团党委常委兼军团统战部部长。同年，红二方面军党务委员会恢复其党籍。
抗日战争后，抵达延安党校学习，任党总支部书记、校管理委员会委员。1941年，任中共中央机关事务管理局局长、中央党校第四部主任。1943年9月起任陇东抗日军政大学第七分校政治委员，后任由陕甘宁晋绥联防军警备第一旅组成的八路军南下第二支队政治委员，和司令员文年生率部到河南。抗日战争结束后，率部转移东北，任中共吉辽省委、中共吉林省委副书记、书记，吉东军区、吉林军区副政委、政委、合江军区副政治委员、政治委员。1949年5月10日，黑龙江省与嫩江省合并，成立了新的黑龙江省，张启龙调任黑龙江省委书记。
中华人民共和国成立后，1950年3月担任中共辽东省委书记兼辽东军区政治委员，后兼军区司令员，中共中央东北局委员，东北人民政府委员，辽东省财经委员会主任。1952年8月，任中华全国供销合作总社副主任（后为常务副主任）、党组副书记。1955年实际主持工作。1956年9月，被选为中国共产党第八届中央委员会候补委员。1958年9月，任中共中央组织部副部长、常务副部长。1959年4月当选为第二届全国人大常委。1965年1月，因为《浏阳县革命史》的问题，中共中央决定撤销张启龙中央组织部常务副部长的职务，调离中央组织部，到山东泰安县徂徕公社下庄大队“蹲点”参加四清，1965年8月又到山西太谷县张王公社一个大队参加四清。1965年10月，张启龙被贬往南京市任副市长，协助副市长周爱民分管农业，不是市委委员。文革中受冲击，1972年9月获释。1977年12月任江苏省政协副主席，1978年初当选第五届全国人大常委。1978年12月中共十一届三中全会任命张启龙为中共中央纪律检查委员会副书记。1979年6月当选第五届全国人大第二次会议提案审查委员会主任。1980年6月30日中组部报请中央书记处批准正式为张启龙平反，1981年4月3日通知全党。1985年9月中共十二届四中全会上不再担任中顾委委员，定居南京市。1987年6月3日在上海华东医院病逝。